# Carl Stange
Carl Stange (* 7. März 1870 in Hamburg; † 5. Dezember 1959 in Göttingen) war ein lutherischer Theologe, Universitätsprofessor und Abt des Klosters Bursfelde im Weserbergland.

## Leben und Wirken
Carl Stange studierte von 1888 bis 1892 Theologie an den Universitäten Halle, Göttingen, Leipzig sowie Jena, und wurde Privatdozent an der Theologischen Fakultät Halle.
1903 übernahm Stange eine außerplanmäßige Professur an der Universität Königsberg und wurde bereits 1904 Lehrstuhlinhaber in Greifswald, wo er 1911/12 das Amt des Universitätsrektors bekleidete.
Im Jahre 1912 wurde Carl Stange zum Professor für Systematische Theologie an der Universität Göttingen in der Nachfolge von Paul Althaus dem Älteren ernannt und leitete hier zusammen mit Johannes Meyer das homiletische Seminar. Außerdem war er Universitätsprediger. Am 30. September 1935 wurde er emeritiert.
Bereits am 1. April 1932 erhielt Carl Stange die Berufung zum Abt des Klosters Bursfelde bei Hann. Münden, verlor diesen Titel 1937 und führte ihn erneut von 1949 bis zu seinem Tode 1959.
Carl Stange gilt als konservativer lutherischer Theologe. Er leitete u. a. das 1909 gegründete Apologetische Seminar in Wernigerode (spätere Luther-Akademie in Sondershausen) und war Mitglied der Allgemeinen Evangelisch-Lutherischen Konferenz.
Carl Stange erhielt 1903 die Würde eines theologischen Doktors der Universität Halle und 1912 die philosophische Ehrendoktorwürde der Universitäten Athen, Ödenburg und Uppsala.
Er war der Vater des Sinologen Hans O. H. Stange (1903–1978) und der Biologin Luise Stange (1926–2023) sowie der Bruder des Theologen Erich Stange (1888–1972).

## Werke
- Die christliche Ethik in ihrem Verhältnis zur modernen Ethik. Paulsen, Wundt, Hartmann. Göttingen 1892
- Die systematische Prinzipien in der Theologie des Johannes Musaeus. Halle (Saale) 1895
- Das Dogma und seine Beurteilung in der neueren Dogmengeschichte. Berlin 1898
- Einleitung in die Ethik.

Band 1: System und Kritik der ethischen Systeme. Leipzig 1900
Band 2: Grundlagen der Ethik. Leipzig 1901
- Der Gedankengang der Kritik der reinen Vernunft. Ein Leitfaden für die Lektüre Leipzig 1902; 2., erweiterte Auflage: Leipzig 1903; 3. Auflage 1907; 4. und 5. Auflage 1920
- Das Problem Tolstojs. Abdruck aus der Allgemeinen Evangelisch lutherischen Kirchenzeitung. Dieterich’sche Verlagsbuchhandlung Theodor Weicher, Leipzig 1903
- Theologische Aufsätze. Leipzig 1905
- Der dogmatische Ertrag der Ritschlschen Theologie nach Julius Kaftan. Leipzig 1906
- Akademische Predigten. Leipzig 1907
- Grundriß der Religionsphilosophie. Leipzig 1907
- Das Frömmigkeitsideal der modernen Theologie. Leipzig 1907
- Moderne Probleme des christlichen Glaubnes. Leipzig 1910
- Christentum und moderne Weltanschauung. Leipzig 1911–1914.

Band 1: Das Problem der Religion. 1911
Band 2: Naturgesetz und Wunderglaube. 1914
- Predigten über ausgewählte Evangelientexte. Leipzig 1912
- Die Gemeinschaft mit dem lebendigen Gott. Zwölf Predigten, gehalten im akademischen Gottesdienst zu Göttingen. Leipzig 1914
- Die Wahrheit des Christusglaubens. Mit einem Anhang über die Eigenart des christlichen Gottesglaubens. Leipzig 1915
- Wunder und Heilsgeschichte. Berlin-Lichterfelde 1917
- Die Religion als Erfahrung. Gütersloh 1919
- Luther und das sittliche Ideal. Gütersloh 1919
- Auf dem Felde der Ehre gefallen. Blätter der Erinnerung an seinen Sohn Franz Balthasar Stange. Gütersloh 1919
- Die Ethik Kants. Zur Einführung in die Kritik der praktischen Vernunft. Leipzig 1920
- Zum Verständnis des Christentums. Sechs Vorträge über Gegenwartsfragen des christlichen Glaubens. Gütersloh 1920
- Die Lehre von den Sakramenten. Gütersloh 1920
- Der Untergang des Abendlandes von Oswald Spengler. Gütersloh 1921
- Zur Einführung in die Gedanken Luthers. Gütersloh 1921
- Hauptprobleme der Ethik. Leipzig 1922
- Albrecht Ritschl. Die geschichtliche Stellung seiner Theologie. Leipzig 1922
- Christliche und philosophische Weltanschauung. Gütersloh 1923
- Moderne Probleme des christlichen Glaubens. 2., erweiterte Auflage. Leipzig 1923
- Jesus, der Heiland. Predigten. Gütersloh 1924
- Die Unsterblichkeit der Seele. Vorlesung. Gütersloh 1925
- Unser Glaube. Predigten. Gütersloh 1926
- Einleitung in die Dogmatik. Gütersloh 1927
- Studien zur Theologie Luthers. Gütersloh 1928
- Die Herrlichkeit Gottes. Predigten. Berlin 1928
- Luther und das fünfte Laterankonzil. Gütersloh 1928
- Das Ende aller Dinge. Die christliche Hoffnung, ihr Grund und ihr Ziel. Gütersloh 1930
- Luthers Gedanken über die Todesfurcht. Berlin 1932
- Die Bedeutung des Gebetes für die Gotteserkenntnis. Gütersloh 1933
- Natürliche Theologie. Zur Krisis der dialektischen Theologie. In: Zeitschrift für systematische Theologie 12 (1935), S. 368–452.
- Der johanneische Typus der Heilslehre Luthers im Verhältnis zur paulinischen Rechtfertigungslehre. Gütersloh 1949
- Luther und das Evangelium. 1. Wie Luther zum Reformator wurde. 2. Die Taufe Jesu. Berlin 1953
- Bernhard von Clairvaux. Berlin 1954
- Die Anfänge der Theologie Luthers. Berlin 1957
- Die Eigenart des biblischen Gottesglaubens. 1958.